# Deen (chanteur)
Pour l’article homonyme, voir Deen.

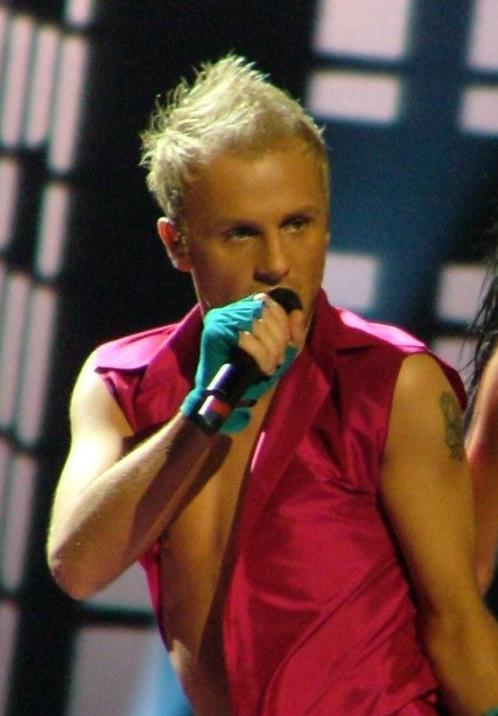
Deen en mai 2004, lors de la du Concours Eurovision de la chanson.

Fuad Backović, mieux connu sous son le pseudonyme de Deen, est un chanteur bosnien de pop né le 12 avril 1982 à Sarajevo. Ancien chanteur du groupe Seven Up, il entame une carrière solo depuis 2002.
Il a représenté la Bosnie-Herzégovine au Concours Eurovision de la chanson 2004, où il est arrivé neuvième en finale avec la chanson In the disco.
Le 25 novembre 2015, Deen, la chanteuse Dalal Midhat-Talakić et  la violoncelliste Ana Rucner sont annoncés comme les prochains représentants de la Bosnie-Herzégovine au Concours Eurovision de la chanson 2016 qui se déroulera à Stockholm.
Le groupe participe à la demi-finale, le 10 mai 2016 mais ne réussissent pas à se qualifier pour la finale du 14 mai.

## Discographie

### Albums
- Otvori oči (1998), avec Seven Up
- Seven (2000), avec Seven Up
- Ja sam vjetar zaljubljeni (2002), premier album solo
- In the Disco (2004)
- Anđeo sa greškom (2005)

### Singles
- "Poljubi me" (2002)
- "Taxi" (2003)
- "In the Disco" (2004)
- "Anđeo sa greškom" (2005)
- "Priđi bliže" (2008)
- "Bez trunke srama" (2009)
- "Voli me hitno" ft. Verena Cerovina (2012)
- "Rane manje bole" (2013)